# Großwaldbach
Der Großwaldbach ist der rechte Quellbach der Roten Traun auf der Gemarkung der Gemeinde Inzell im oberbayerischen Landkreis Traunstein.

## Geographie

### Verlauf
Der Großwaldbach entspringt nördlich des Staufen im sogenannten Großwald. Er läuft zunächst in westliche Richtung und beginnt kurz vor Adlgaß ungefähr westsüdwestlich zu fließen. Dort nimmt er von links den Frillenseebach aus dem Frillensee auf. Ab hier begleitet ihn anfangs recht nahe die Kreisstraße TS 40.
Nach über der Hälfte seines 7,2 km langen Wegs verlässt er bei der Einöde Duft den Wald, danach durchzieht er eine Wiesenlandschaft, in der einige weitere Einöden und Weiler von Inzell liegen. Nahe beim Freibad von Inzell vereinigt sich der Großwaldbach von rechts mit dem merklich kürzeren und auch wasserärmeren, in einem nach rechts ausholenden Bogen letztlich von Südsüdosten kommenden Falkenseebach zur Roten Traun.

### Zuflüsse
- Steinbach (rechts, vor Adlgaß)
- Frillenseebach (links, bei Adlgaß); ist Abfluss des Frillensees
- Ellenbach[4] (rechts, nach Adlgaß)
- Steingraben (rechts, bei Duft)